# روبرت هيلي
روبرت هيلي (بالإنجليزية: Robert Healy)‏ هو صحفي أمريكي، ولد في 2 يوليو 1925، وتوفي في 5 يونيو 2010 بسبب سكتة.